# Gerosa
Gerosa [ʤeˈroːza] (Gerusa [ʤɛˈɾuza] in dialetto bergamasco) è una frazione del comune italiano di Val Brembilla, in provincia di Bergamo. Fino al 21 gennaio 2014 ha costituito un comune autonomo.

## Storia
Le origini del borgo risalgono all'età medievale, quando una maggior antropizzazione del territorio permise la creazione di un nucleo abitativo dalle discrete dimensioni, laddove fino a quel momento erano presenti soltanto sporadiche abitazioni. Anche il significato etimologico risale a quel periodo e deriva dal dialetto bergamasco: geròs sta ad indicare un terreno particolarmente ghiaioso, caratteristica che ha impedito che sul territorio si sviluppasse un elevato sfruttamento agricolo.
Infatti nel corso dei secoli Gerosa ha sempre mantenuto le caratteristiche del piccolo borgo montano, con un numero limitato di abitanti per lo più dediti a vivere di ciò che la natura forniva loro: conseguentemente le attività principali sono sempre state quelle del pastore, dell'allevatore, del boscaiolo e del carbonaio, ovvero colui che trasformava la legna in carbone vegetale. Successivamente si svilupparono anche attività alternative che impegnarono gli abitanti nelle fornaci e nei mulini, che soddisfacevano i bisogni occupazionali della popolazione.
Appena fuori dal centro abitato si trova la Forcella di Bura, piccolo valico che da sempre ha sancito la divisione amministrativa tra la valle Brembilla e l'attigua Valle Taleggio, un tempo divise anche a livello politico, essendo soggette la prima all'influenza della città di Bergamo, mentre la seconda a quella di Milano.
Si sa comunque che Gerosa fu soltanto marginalmente interessata dalle lotte di fazione, avvenute in epoca medievale, tra guelfi e ghibellini. Qui infatti non si verificarono episodi di cronaca, anche se spesso persone dei paesi vicini, in fuga dalle persecuzioni perpetrate dall'una o dall'altra parte, si rifugiavano in questi posti isolati.
Gli abitanti stessi infatti, al pari di quelli del vicino comune di Blello, cercarono sempre di mantenersi estranei alle dispute di potere, cosa che garantì loro tranquillità al riparo da scontri e ritorsioni sia durante le suddette lotte, sia dopo l'avvento della Repubblica di Venezia. La Serenissima nel 1442 decise infatti di radere al suolo gran parte del territorio di Brembilla, di cui Gerosa era contrada, per piegarne la resistenza, senza toccare minimamente il piccolo borgo.
I secoli successivi non videro fatti di rilievo coinvolgere la piccola comunità che, forte del proprio isolamento, seguì le vicende del resto della provincia senza parteciparvi in modo diretto. Soltanto nel XIX secolo, nel periodo della dominazione austriaca, il paese venne interessato dalla costruzione della Via Ferdinandea che, costruita dall'imperatore Ferdinando, favorì i commerci nell'intera zona.
A partire dal XX secolo il paese cominciò a risentire di una forte emigrazione dei propri abitanti, attratti da maggiori opportunità professionali ed economiche fuori dal territorio comunale.
Il 1º gennaio 2012 si è verificato un terremoto con epicentro nella zona tra i comuni di Gerosa e Blello; il sisma di magnitudo 3 sulla scala Richter ha avuto ipocentro a 5 km di profondità ma non ha provocato danni a persone o cose.
Già comune autonomo con frazioni Bura, Unizzi, Chignolo, Foppa Calda, Foppetta, Bologna, Mancassola, Musita, Canto del Ronco, Blello e Prato Aroldi, il 21 gennaio 2014 è confluito nel nuovo ente assieme al comune di Brembilla, di cui Gerosa costituisce oggi una frazione. Il territorio della frazione ricalca quello del comune soppresso, eccezion fatta per le località di Unizzi e Chignolo, ricomprese dal nuovo comune nella frazione di Cadelfoglia.

Vecchio stemma comunale

### Simboli
Lo stemma del Comune di Gerosa, concesso con regio decreto del 20 ottobre 1932 si blasonava:

## Monumenti e luoghi d'interesse
La diversificata occupazione economica e un migliorato assetto viario, che permette la comunicazione con la Valle di Brembilla e la Valle Imagna, consentono a chi non vuole perdere le proprie origini potendo accedere alle strutture dei centri più vicini. Questo ha permesso un piccolo sviluppo del turismo, adatto a chi vuole godersi la tranquillità della natura ammirando il panorama di tutta la piccola vallata, favorito notevolmente dal recupero di sentieri e cascinali.
Tra queste opere di riqualificazione, merita menzione quella che ha interessato la Valle dei Mulini, in cui si possono trovare casolari in stile rurale collegati tra loro da un percorso immerso nella natura e molto caratteristico che vede la presenza anche di alcuni ponti sui torrenti che bagnano il territorio comunale.

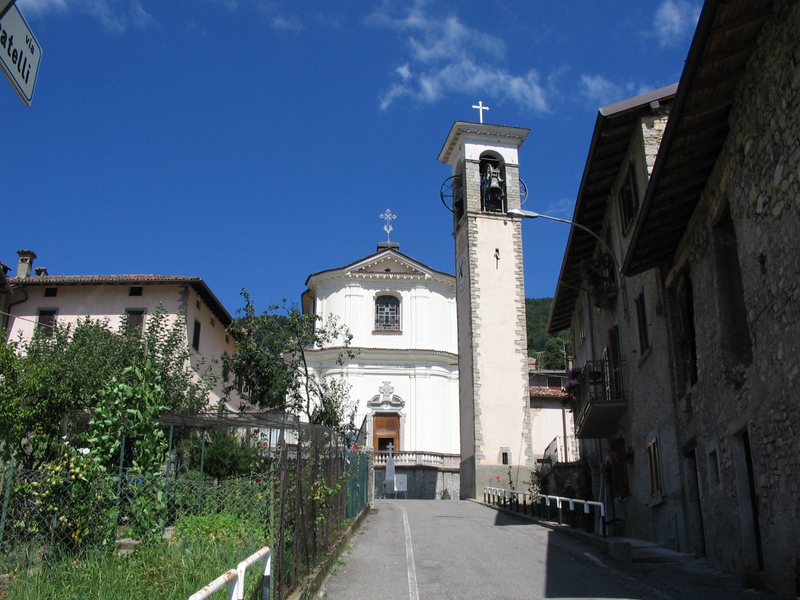
Parrocchiale di Santa Croce

Al termine di questo sentiero si giunge presso il santuario della Madonna della Foppa, che riveste una grande importanza anche nei paesi limitrofi. Fu edificato sul finire del XVI secolo nel luogo dove a due fanciulle sarebbe apparsa la Madonna, e dove cominciò a sgorgare una sorgente che tuttora alimenta una fontanella. Sempre al di fuori dal centro abitato si trova il piccolo oratorio di San Rocco, coevo del santuario, dove vennero sepolti i morti colpiti dall'epidemia di peste di manzoniana memoria.
Molto importante è anche la chiesa parrocchiale di Santa Croce, eretta nel XVIII secolo da Giovan Battista Caniana in luogo di un precedente edificio di culto risalente al XV secolo, di cui è ancora visibile il campanile. In stile tardo-barocco, attira l'attenzione per la cura dei particolari e le opere in essa contenute, tra cui spiccava un trittico ligneo trafugato nel 1978.

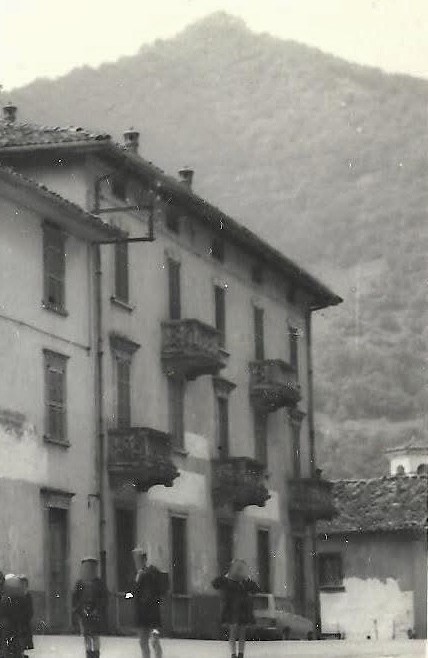
ex hotel Belvedere

Presente anche la chiesa dedicata all'Assunzione di Maria, costruita in stile romanico nel XIV secolo, un tempo parrocchiale del borgo: la sua posizione discosta dal centro abitato la rese scomoda da raggiungere, tanto che venne sconsacrata dopo la costruzione della nuova parrocchiale. 
Nel nucleo abitativo è possibile anche trovare testimonianze di strutture in stile liberty, degno di nota l’ex Hotel Belvedere, posto all’ingresso del paese. Nel 1920 un componente della famiglia Rossi Pesenti volle creare un’attività ricettiva però, giunto in fase avanzata dei lavori, si fermò. Il tutto fu rilevato da Paolo Pesenti, di ritorno  dall’Inghilterra, che terminò i lavori avviandone l’attività che fu fiorente fino al 1946. Alla sua dipartita, gli eredi suddivisero la proprietà in appartamenti. Oggi dimora privata, conserva al suo interno la scalinata in stile liberty, mentre i suoi appartamenti custodiscono dettagli quali pregiate pavimentazioni in marmo.

Territorio dell'ex comune di Gerosa nella provincia di Bergamo

## Società

### Evoluzione demografica
Abitanti censiti

## Amministrazione
| Periodo       | Periodo         | Primo cittadino    | Partito      | Carica  | Note                |
| ------------- | --------------- | ------------------ | ------------ | ------- | ------------------- |
| 30 marzo 2010 | 21 gennaio 2014 | Pierangelo Monzani | Lista civica | Sindaco | cessa per fine ente |